# TW Piscis Austrini
TW Piscis Austrini è una nana arancione (stella di sequenza principale di classe spettrale K4V) visibile nella costellazione del Pesce Australe, posta ad una distanza di circa 25 anni luce dal sistema solare. La sua magnitudine apparente è +6,48, di conseguenza è necessario almeno un binocolo per poterla scorgere in cielo.

## Caratteristiche
La sua massa è pari all'81% della massa del Sole, ha l'80% circa del suo raggio e il 12% della sua luminosità. TW è la denominazione di una stella variabile: essa è infatti una stella a flare e presenta periodiche variazioni di luminosità del tipo BY Draconis, e questa attività insolita induce a credere che possa essere un oggetto molto giovane in termini astronomici (appena 200 milioni di anni) .

### Abitabilità
Un pianeta che orbita attorno a TW Piscis Austrini dovrebbe trovarsi a circa 0,36 UA dalla stella per avere condizioni idonee per la presenza di acqua liquida in superficie. Tuttavia il problema maggiore per lo sviluppo della vita per un eventuale pianeta è l'instabilità della stella, che come molte nane rosse e nane arancioni è una stella a brillamento; su queste stelle avvengono improvvise e violente eruzioni in rapporto alla loro luminosità, e considerando la vicinanza che un pianeta dovrebbe avere per essere all'interno della zona abitabile, i flare potrebbero essere estremamente dannosi per la formazione di una qualche forma di vita di tipo "terrestre".

### Compagna di Fomalhaut
Dista circa meno di un anno luce da Fomalhaut; uno studio del 2012 ha dimostrato che TW Piscis Austrini dista dalla più brillante compagna solo 0,91 anni luce condividendo lo stesso moto proprio nello spazio, a conferma che le due stelle sono legate gravitazionalmente tra loro e costituiscono un sistema binario.